# Trogatha
Trogatha är ett släkte nattfjärilar i familjen nattflyn.